# Klonowa (Łódź)
Pour les articles homonymes, voir Klonowa.
Klonowa est une localité polonaise, siège de la gmina de Klonowa, située dans le powiat de Sieradz en voïvodie de Łódź.